# 7698 Швайтцер
7698 Швайтцер (7698 Schweitzer) — астероїд головного поясу, відкритий 11 січня 1989 року.
Тіссеранів параметр щодо Юпітера — 3,501.